# Église Saint-Julien de Bure-les-Templiers
L'église Saint-Julien de Bure-les-Templiers est une église catholique située à Bure-les-Templiers, en Côte-d'Or (Bourgogne-Franche-Comté, France).

## Localisation
L'église est située au centre de la commune de Bure-les-Templiers (Côte-d'Or).

## Historique
L’église de Bure qui prend son origine dans la plus ancienne chapelle templière du Châtillonnais illustre la succession architecturale des ordres du Temple et de L'Hospital.
Au XIIe siècle la nef rectangulaire unique, son bas-côté, le chœur et son clocher latéral formant porche sont romans et templiers. De cette époque, il ne subsiste que le chœur et la première travée de la nef principale.
Aux XIIIe et XIVe siècles, une seconde nef parallèle à la première est construite le long du mur sud et mise en communication avec la première par percement d’arcades dans le mur. Celle-ci est gothique et hospitalière comme les deux travées de la première reconstruites alors accolées au chœur.
Entre 1769 et 1775, le plafond de la nef est reconstruit en voûtes d’arêtes et la toiture modifiée en un pan unique coiffant partiellement le vaisseau central et le collatéral entre le clocher et le fond de l'église dont l'accès se fait côté sud. La flèche actuelle est construite entre 1851 et 1852 au milieu de la nef la plus récente.

## Description

### Architecture
L'édifice est à double nef, dotée d'une tourelle. Comme dans beaucoup de chapelles templières, le chœur de la nef principale est à chevet plat largement éclairé par trois fenêtres romanes et un grand oculus. Le chevet de la nef sud, plus récente et gothique, est également à fond plat mais éclairé par une fenêtre flamboyante. Une partie de la toiture est modifiée au XVIIIe siècle pour coiffer les deux nefs dans la moitié ouest de l'église et le fort clocher carré, excentré, est construit au-milieu de la plus récente au XIXe siècle.

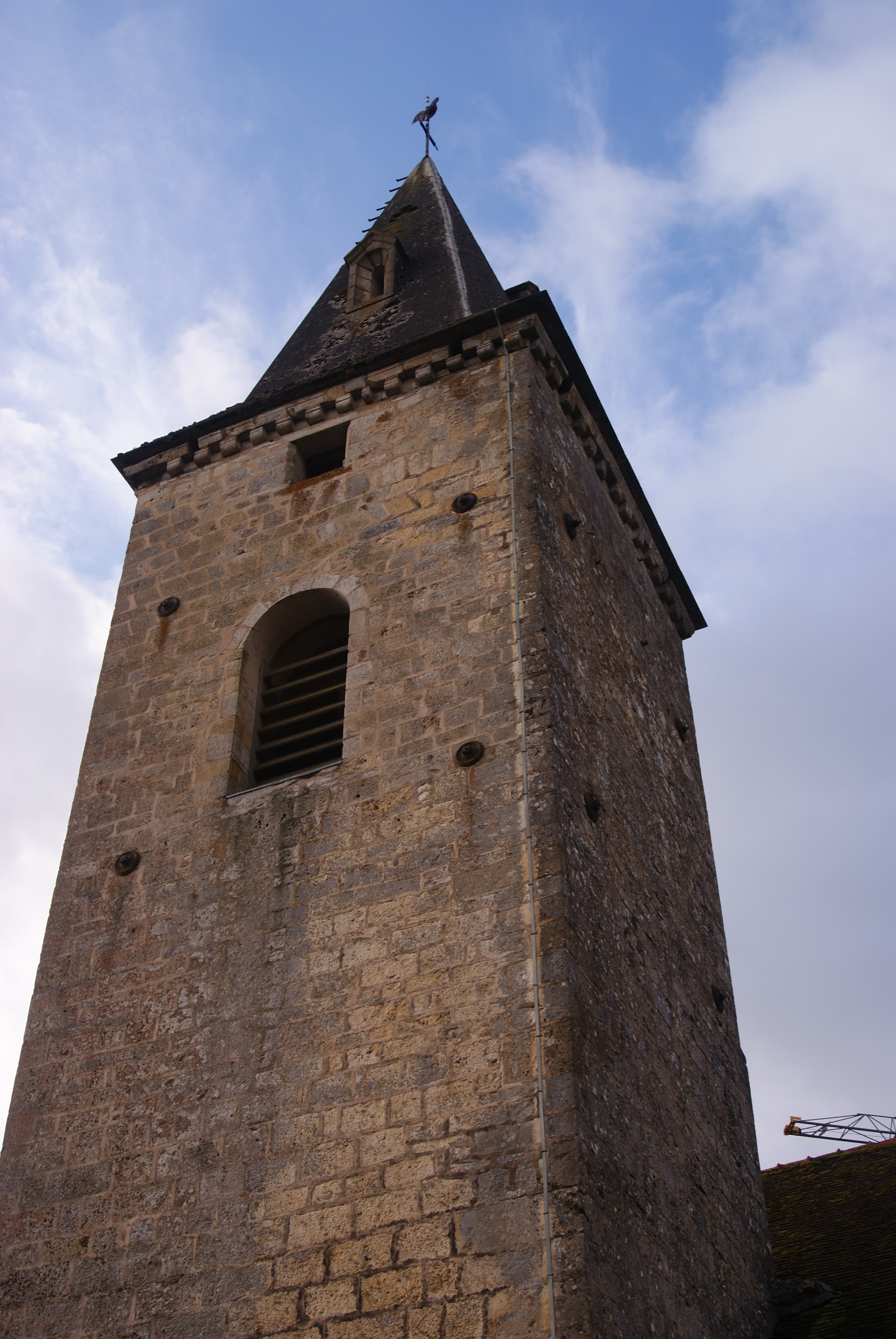
Clocher
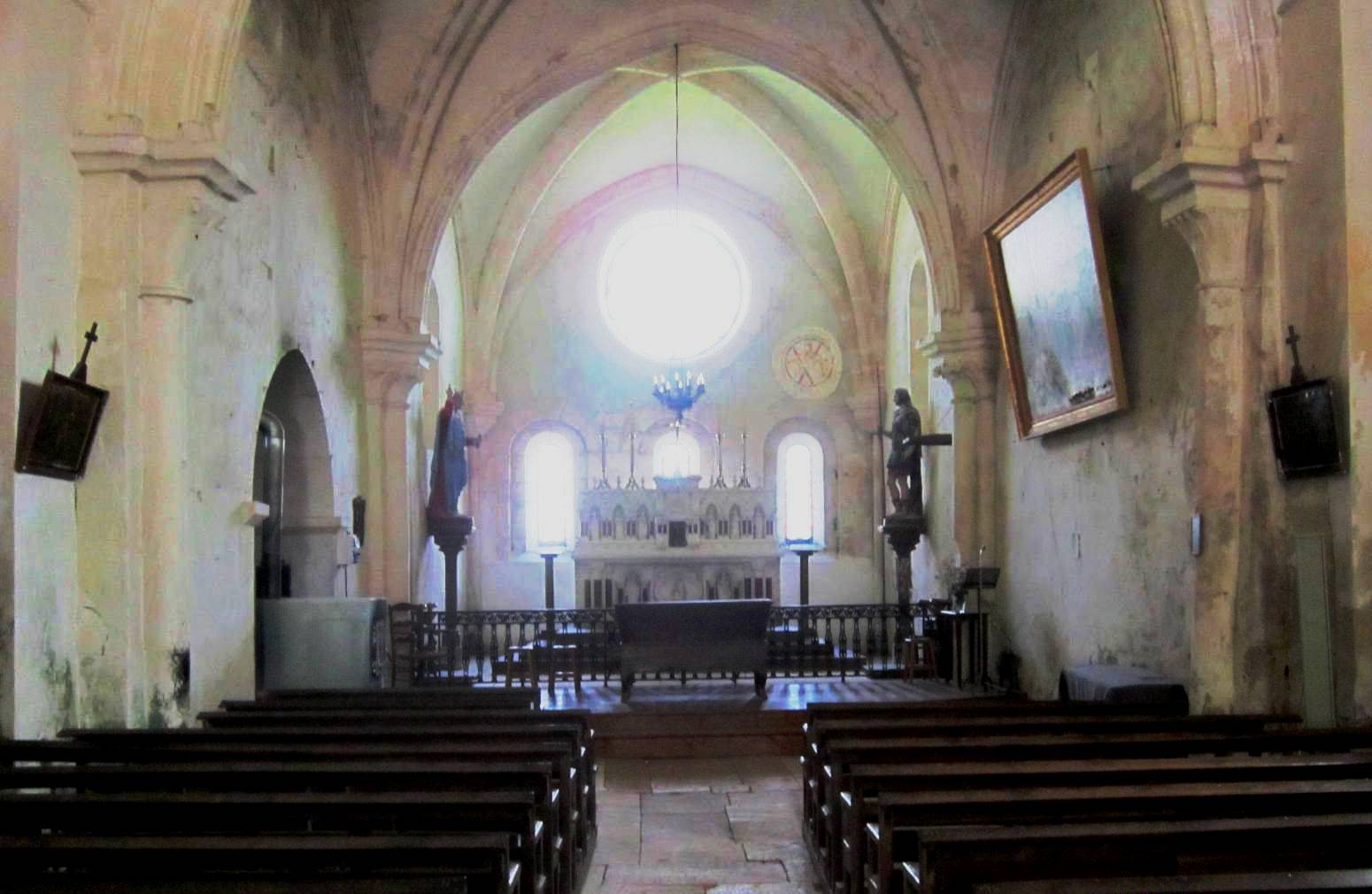
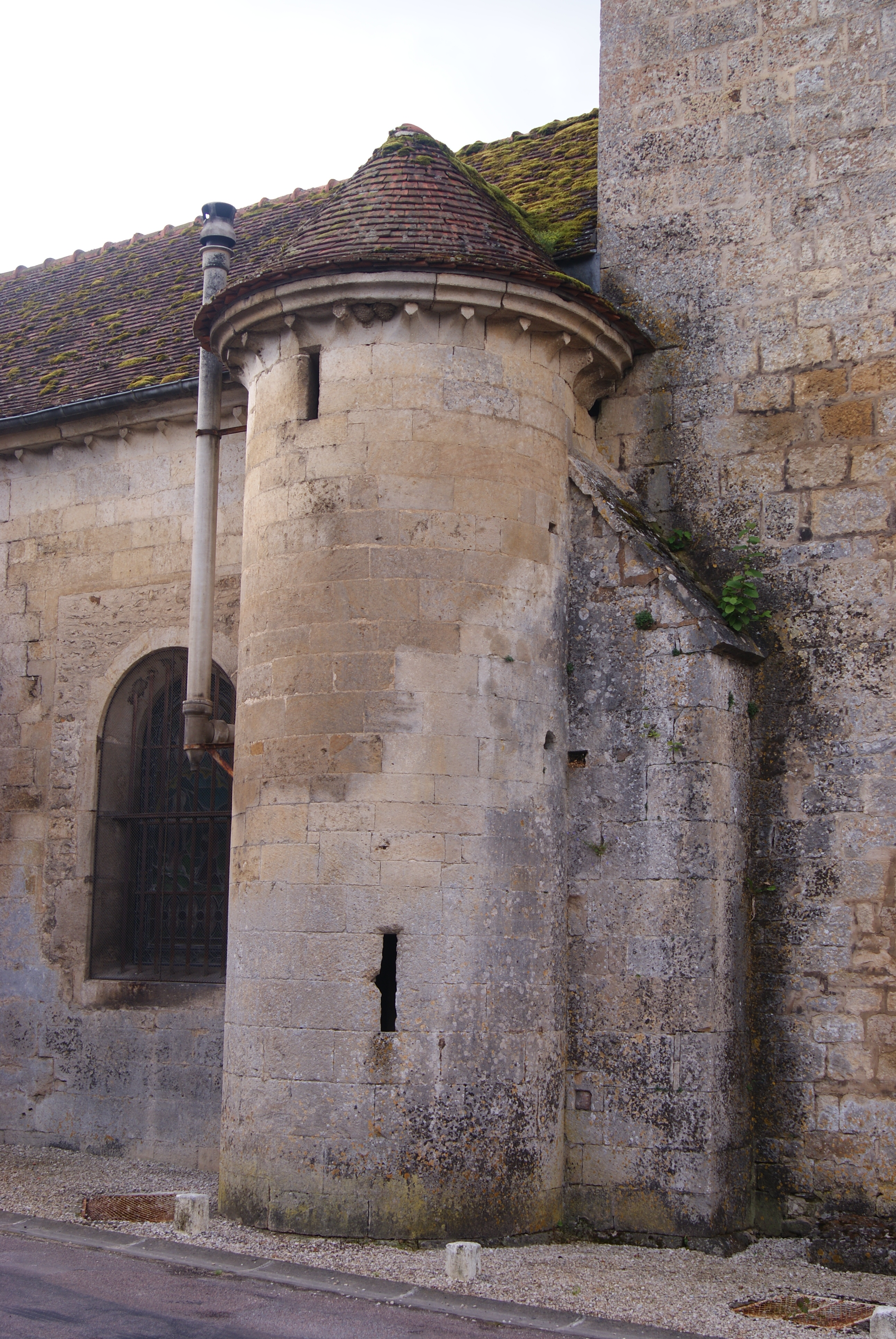
Tourelle

### Mobilier

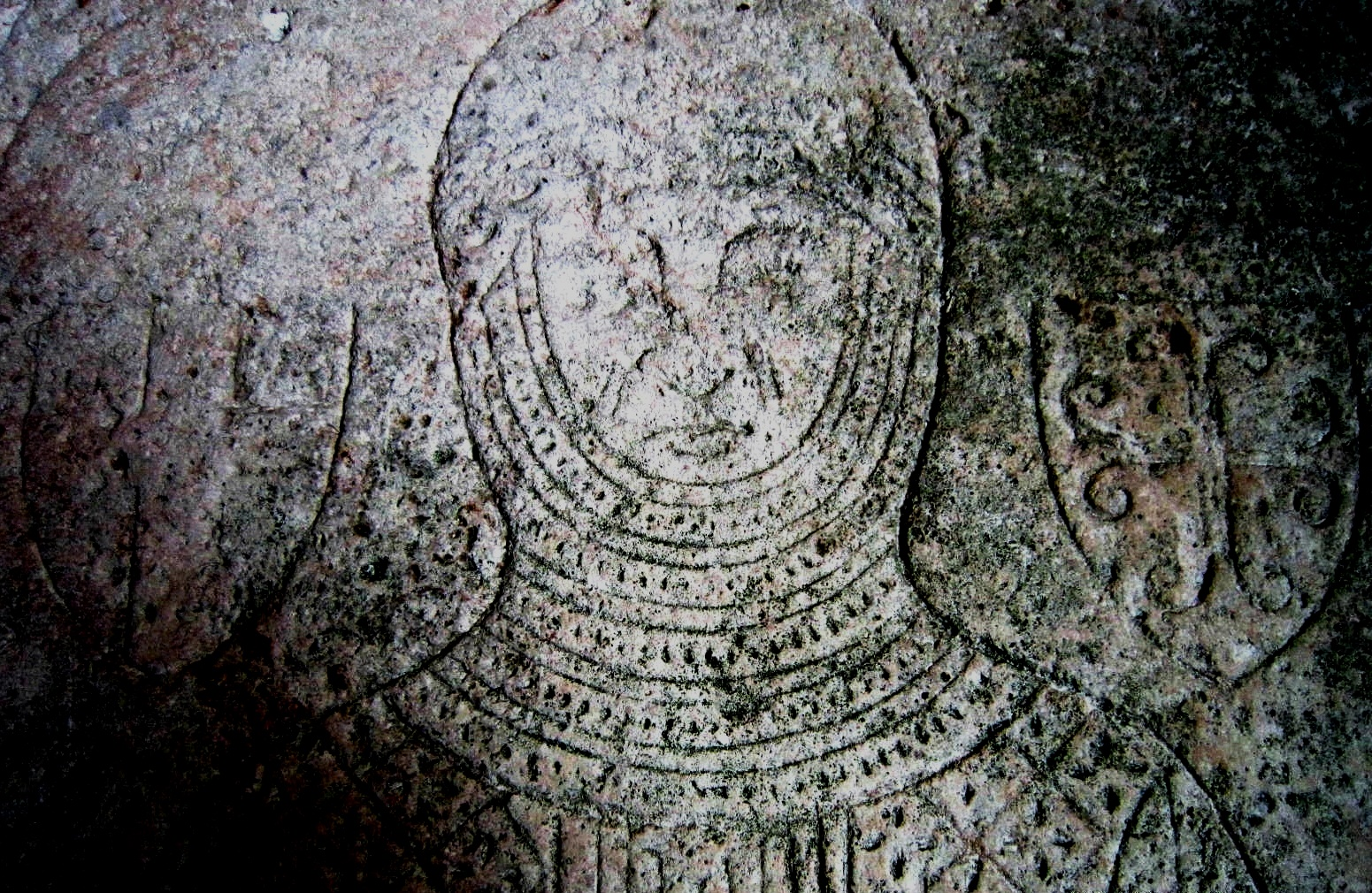
Guillaume de Fougerolles (détail de dalle funéraire)

Cette curieuse église dotée d'une tourelle abrite la pierre tombale d'un chevalier, commandeur des Hospitaliers  Classé MH (1902). La présence à l’intérieur d'autres dalles funéraires des deux ordres confirme son intérêt historique et son mobilier liturgique fait l'objet d'une inscription à l'Inventaire général du patrimoine culturel ainsi que de :
- nombreux bâtons de procession ;
- une peinture monumentale du XVIe siècle représentant saint André ;
- un tableau du XIXe siècle représentant le Christ et la Cananéenne d'après Germain Jean Drouais[6] ;
- statuaire : saint Pierre, saint Julien[7] et un Christ en croix[8].

## Protection
L'église Saint-Julien est inscrite à l'inventaire des monuments historiques par arrêté du 21 juin 1927.